# Arbeitsstätte
Arbeitsstätte ist im Arbeitsrecht und Steuerrecht jede ortsfeste und dauerhafte betriebliche Einrichtung des Arbeitgebers, der der Arbeitnehmer zugeordnet ist und mit einer gewissen Nachhaltigkeit, also fortdauernd und immer wieder aufsucht, nicht aber nur gelegentlich.
Die Arbeitsstätte ist abzugrenzen von Arbeitsort und Arbeitsplatz. Während der Arbeitsort auf die geografische Lage hinweist, ist der Arbeitsplatz die räumlich eingegrenzte, mit Arbeitsmitteln ausgestattete Stelle in einer Wirtschaftseinheit, an der eine Arbeitskraft ihre Arbeitsaufgaben verrichten kann. Der Arbeitsplatz ist der Arbeitsstätte untergeordnet, die Arbeitsstätte besteht aus mehreren Arbeitsplätzen; sie setzt das Vorhandensein von Arbeitsplätzen voraus. Die Arbeitsstätte ist eine Örtlichkeit auf einem umgrenzten Grundstück, auf dem mindestens eine Arbeitsperson ständig haupt- oder nebenberuflich arbeitet. Beim Home Office befindet sich die Arbeitsstätte in der Wohnung des Arbeitnehmers.

## Rechtsfragen
Im Arbeitsrecht befasst sich der Arbeitsschutz mit der Arbeitsstätte, im Steuerrecht geht es um die „Fahrten zwischen Wohnung und Arbeitsstätte“. Der Begriff der regelmäßigen bzw. heute ersten Tätigkeitsstätte spielt eine große Rolle auch im Reisekostenrecht.

### Arbeitsrecht
Gemäß § 2 Abs. 1 ArbStättV sind Arbeitsstätten Arbeitsräume oder andere Orte in Gebäuden auf dem Gelände eines Betriebes, Orte im Freien auf dem Gelände eines Betriebes (ausgenommen Felder, Wälder und sonstige Flächen, die zu einem land- oder forstwirtschaftlichen Betrieb gehören und außerhalb seiner bebauten Fläche liegen), Orte auf Baustellen, sofern sie zur Nutzung für Arbeitsplätze vorgesehen sind sowie Verkaufsstände im Freien, die im Zusammenhang mit Ladengeschäften stehen oder Wasserfahrzeuge und schwimmende Anlagen auf Binnengewässern. Zur Arbeitsstätte gehören gemäß § 2 Abs. 2 ArbStättV insbesondere auch Orte auf dem Gelände eines Betriebes oder einer Baustelle, zu denen Beschäftigte im Rahmen ihrer Arbeit Zugang haben, Verkehrswege, Fluchtwege, Notausgänge, Lager-, Maschinen- und Nebenräume, Sanitärräume, Kantinen, Pausen- und Bereitschaftsräume, Erste-Hilfe-Räume, Unterkünfte sowie Einrichtungen, die dem Betreiben der Arbeitsstätte dienen, insbesondere Sicherheitsbeleuchtungen, Feuerlöscheinrichtungen, Versorgungseinrichtungen, Beleuchtungsanlagen, raumlufttechnische Anlagen, Signalanlagen, Energieverteilungsanlagen, Türen und Tore, Fahrsteige, Fahrtreppen, Laderampen und Steigleitern.
Arbeitsstätte ist beispielsweise auch das Gebäude
- von Betrieben des produzierenden Gewerbes (z. B. Baustelle, Chemiefabrik, Kernkraftwerk, Schreinerei),
- von  Handelsbetrieben (z. B. Drogeriemarkt, Kaufhaus, Supermarkt, Tante-Emma-Laden),
- von Betrieben im Dienstleistungsgewerbe (z. B. Post, Reparaturwerkstatt, Sparkasse, Versicherungshochhaus),
- von öffentlichen Betrieben (Behörde, Gemeindeverwaltung, Krankenhaus, Ministerium) oder
- von freien Berufen (z. B. Anwaltskanzlei, Architekturbüro, Arztpraxis, Notariat)

Mehrere vom Unternehmen genutzte Gebäude werden zu einer Arbeitsstätte zusammengefasst, wenn sie auf einem Betriebsgelände liegen oder sonst in räumlicher Verbindung stehen. Sind auf einem Werksgelände also mehrere Produktionshallen und das Verwaltungsgebäude vorhanden, liegt nur eine Arbeitsstätte vor.

### Steuerrecht
Ein Arbeitnehmer kann innerhalb eines Dienstverhältnisses nur eine regelmäßige Arbeitsstätte haben. Danach ist der Betriebssitz des Arbeitgebers, den der Arbeitnehmer zwar regelmäßig, aber lediglich zu Kontrollzwecken aufsucht, ohne dort seiner eigentlichen beruflichen Tätigkeit nachzugehen, nicht die regelmäßige Arbeitsstätte im Sinne des § 9 Abs. 1 Satz 3 Nr. 4 EStG. Arbeitsstätte in diesem Sinne ist allerdings nicht jeder beliebige Tätigkeitsort, sondern der Ort, an dem der Arbeitnehmer typischerweise seine Arbeitsleistung im Schwerpunkt zu erbringen hat. Mehr als eine Arbeitsstätte kann ein Arbeitnehmer nur haben, wenn er mehr als ein Arbeitsverhältnis eingegangen ist und bei diesen jeweils eine regelmäßige Arbeitsstätte hat.
Auf die Urteile des BFH vom 9. Juni 2011 reagierte das BMF durch den klärenden Erlass, wonach in Fällen, in denen bisher mehrere regelmäßige Arbeitsstätten angenommen wurden, die Entfernungspauschale nunmehr nur für Fahrten zwischen Wohnung und einer regelmäßigen Arbeitsstätte anzusetzen ist; für die übrigen Fahrten können Werbungskosten nach den Grundsätzen einer Auswärtstätigkeit geltend gemacht werden.
Als Beschäftigungsort gilt gemäß § 9 Abs. 1 SGB IV der Ort, an dem eine feste Arbeitsstätte errichtet ist, wenn Personen von ihr aus mit einzelnen Arbeiten außerhalb der festen Arbeitsstätte beschäftigt werden oder außerhalb der festen Arbeitsstätte beschäftigt werden und diese Arbeitsstätte sowie der Ort, an dem die Beschäftigung tatsächlich ausgeübt wird, im Bezirk desselben Versicherungsamts liegen. Ist eine feste Arbeitsstätte nicht vorhanden und wird die Beschäftigung an verschiedenen Orten ausgeübt, gilt nach § 9 Abs. 5 SGB IV als Beschäftigungsort der Ort, an dem der Betrieb seinen Sitz hat. Wer beispielsweise als Handelsvertreter oder Reisender viel reist und damit per Definition keinen Arbeitsort hat, für den sieht der Gesetzgeber den Ort als Arbeitsstätte an, an dem der Betrieb seinen Geschäftssitz hat.

## International
Für die EU‐Arbeitsstättenrichtlinie 89/654/EWG gelten als Arbeitsstätten die Orte in den Gebäuden des Unternehmens und/oder Betriebs, die zur Nutzung für Arbeitsplätze vorgesehen sind, einschließlich jedes Orts auf dem Gelände des Unternehmens und/oder Betriebs, zu dem Arbeitnehmer im Rahmen ihrer Arbeit Zugang haben (Art. 2 EU‐Arbeitsstättenrichtlinie).
In Österreich sind Arbeitsstätten im Sinne der §§ 19 ff. ArbeitnehmerInnenschutzgesetz und der Arbeitsstättenverordnung Stätten (oder sonstige bauliche Anlagen) im Freien oder in Gebäuden, in denen Arbeiten verrichtet werden. Die Schweiz kennt den Begriff der Arbeitsstätte statistisch bei der Betriebszählung.